# Trahütten
Koordinaten: 46° 49′ 27″ N, 15° 9′ 9″ O

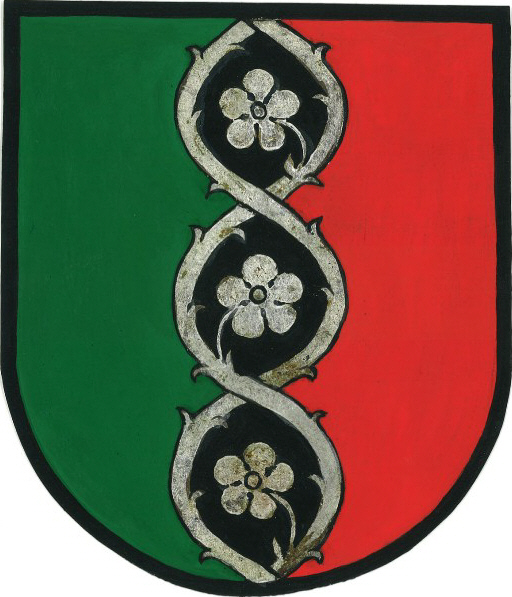
Wappen der früheren Gemeinde Trahütten

Trahütten ist ein Ort in der Gemeinde Deutschlandsberg in der Weststeiermark, es bildete bis Ende 2014 eine selbstständige Gemeinde mit 396 Einwohnern (Stand 2014) im Bezirk Deutschlandsberg.

## Geografie

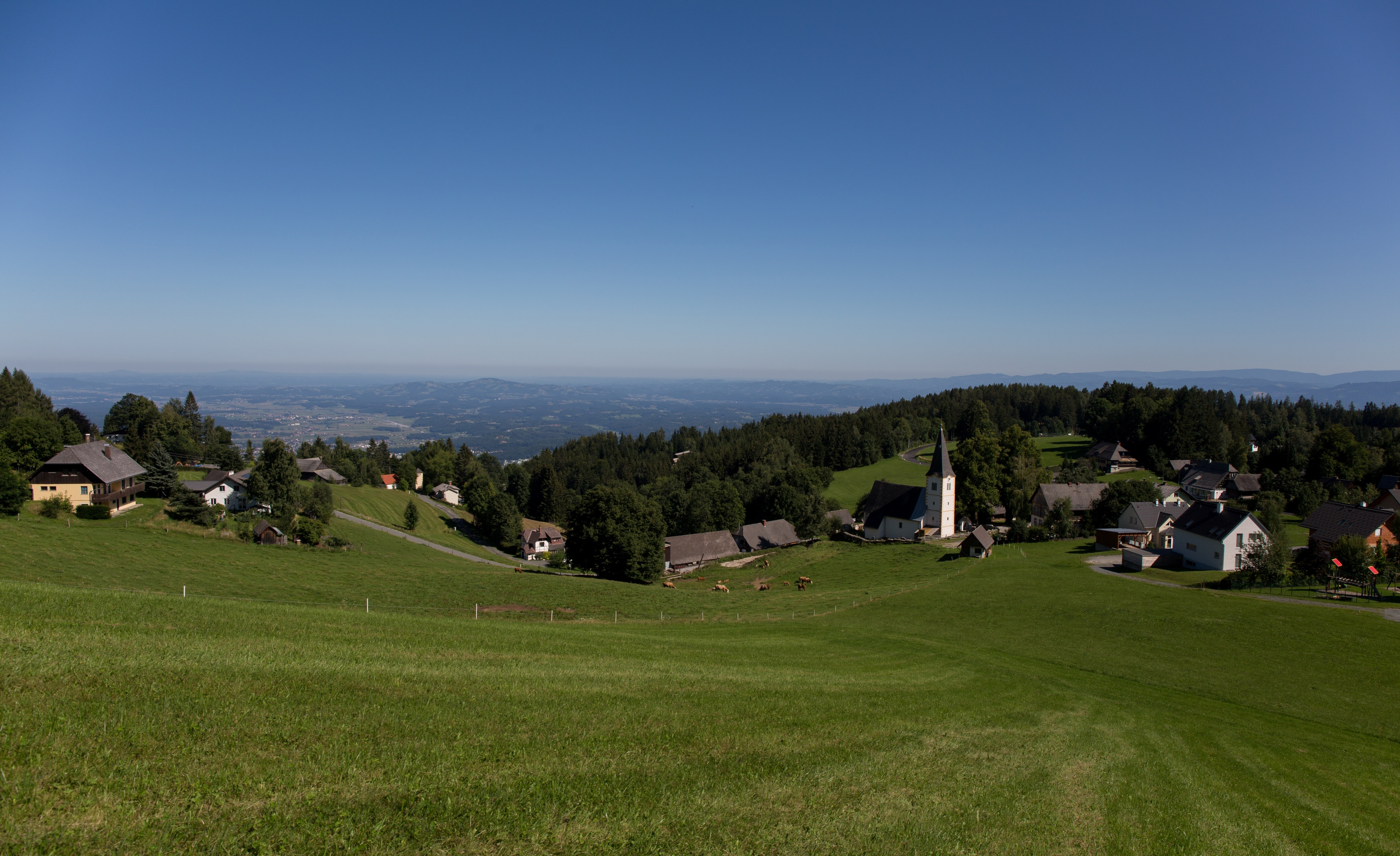
Blick auf Trahütten

Trahütten liegt auf 994 m ü. A. und umfasst die Katastralgemeinden Kruckenberg, Rostock, Trahütten. Das Gebiet liegt im Kristallin der Koralpe, in dem sich eine Reihe von Mineralvorkommen befinden. Im Osten von Trahütten, im ehemaligen Steinbruch des Bauernhofes vlg. „Schwemmhoisl“ in Warnblick wurden zu Beginn der 1970er-Jahre der schwerste Bergkristall der Steiermark und die größten Titanitkristalle des Alpenraumes gefunden.
Unter Denkmalschutz stehen die Pfarrkirche von Trahütten mit Pfarrhof und Friedhof sowie die Alban-Berg-Villa.

## Geschichte
Im Nordwesten von Trahütten liegen im Graben zwischen den Bauernhöfen Blasibauer und Halmannerl Halden eines alten Bergbaues, dessen Alter nach gefundenen Tonscherben ungefähr in das erste Jahrtausend n. Chr. geschätzt wurde. Ein Eisenverhüttungsplatz mit mehreren Rennöfen ist nachgewiesen. Eine weitere Grabung für das Fundament einer Liftanlage im Gebiet beim Parfußwirt (Grundstück Nr. 84/2) ergab die Reste eines Bauernhauses, das bereits im 18. Jahrhundert wieder aufgegeben worden war.
Der Ort war Teil der 1122 entstandenen Mark Steiermark, die 1180 als Herzogtum Steiermark von Bayern getrennt wurde. Ab 1192 wurde das Gebiet durch die Babenberger in Personalunion zwischen Österreich und der Steiermark regiert. Von 1282 bis 1918 stand das Gebiet unter der Herrschaft der Habsburger. Das Gemeindegebiet lag nach der Vierteleinteilung der Steiermark 1462 bis in das 18. Jahrhundert im „Viertel zwischen Mur und Drau“.
Im 16. und 17. Jahrhundert gehörte das Gemeindegebiet zum „Landgericht Deutschlandsberg“, wobei die Gerichtszuständigkeiten wechselten und Kompetenzstreitigkeiten nicht selten waren. Dies galt allerdings nur außerhalb des Dachtraufes: Innerhalb dessen lag die volle niedere Gerichtsbarkeit im 16. Jahrhundert beim jeweiligen Grundherren.
Nach den Gebietsreformen unter Maria Theresia und Joseph II. gehörte das Gebiet zum Marburger Kreis. Am 6. November 1918 kam Trahütten als Teil der Steiermark zur Republik Deutsch-Österreich. Nach der Annexion Österreichs 1938 war Trahütten Teil des Reichsgaues Steiermark.

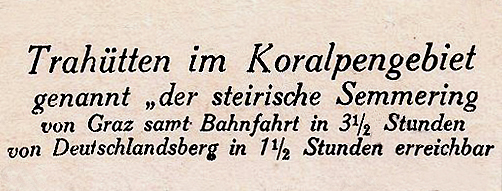
Beschreibung von Trahütten auf Postkarten des Ortes

Um 1900 war Trahütten ein beliebter Erholungs- und Höhenluftkurort. Das war u. a. auf Aktivitäten der Deutschlandsberger Fuhrwerksfamilie Kortschak, speziell auf Alexander Kortschak und dessen Gattin Elisabeth, geb. Holzmann aus Preding, später mit seinem Sohn Alexander und dessen Gattin, Theresia Kortschak, geb. Grieß, zurückzuführen, die dort den Fuchsbauernhof erworben hatte. Als Zielvorstellung galt: „Was der Semmering für die Wiener, soll Trahütten für die Grazer werden.“ Ob das weitere Familienmitglied Ernst Kortschak, der spätere Abt des Stiftes Rein, ebenfalls auf diese Entwicklung Einfluss nahm, ist nicht belegt. Ursprünglich als Weide für die Zugpferde gedacht, wurde dort auch ein Alpenhotel errichtet. Dieses Hotel verfügte bereits über ein betriebseigenes Kleinkraftwerk (eine umgebaute Mühle), dies zu einer Zeit, in der es in Deutschlandsberg selbst noch kein elektrisches Licht gab. Zur Finanzierung weiterer Aktivitäten wurde ein Teil des Fuchsbauergrundes an den Grazer Notar Steinböck verkauft, dies wurde zum Steinböckgrund, auf dem ebenfalls ein Hotel entstand. In weiterer Folge entstanden eine Reihe von Sommerhäusern, so die Turm-Villa, die Rosenberg-Villa, die Elisabeth-Villa oder die Theresien-Villa, die frühere Haar-Keusche. Über ein großes Fernrohr konnte mit den Kutschern, die Reisende am Bahnhof Deutschlandsberg abholten, Kontakt gehalten werden. Die Rosenberg-Villa war nach der Londoner Pianistin Mary von Rosenberg benannt, die in Trahütten starb und begraben wurde (das Grab ist aufgelassen). Auch der Cellist Ludwig Lebell, der das Grab von Rosenberg betreute, war Gast in Trahütten.
Die Saison in Trahütten war nur kurz, von Mai bis September. Die Transporte besorgte der Deutschlandsberger Fuhrwerksbetrieb der Familie, lange Zeit wegen des schlechten Straßenzustandes und der starken Steigung (bis zu 24 %) noch mit Pferdefuhrwerken in eineinhalb Stunden ab Deutschlandsberg. Für die Gespanne hielt die Familie Kortschak zehn Pferdepaare, in der Sommersaison stellte man weitere Pferde ein. Erst ab 1930 wurde ein Autobus mit 10 Sitzplätzen der Marke Tatra verwendet, aber noch 1969 nannte der Busfahrplan für die ca. 8 km lange Strecke eine Fahrzeit von ca. 30 Minuten. Über die Hälfte der Sommergäste kam aus Ungarn, wo das österreichische Verkehrsbüro in Budapest Werbung machte.
Der Komponist Alban Berg lebte ab 1910 mehrfach im Sommer im Haus seiner Schwiegereltern Franz und Anna Nahowski, der heutigen Alban-Berg-Villa. Dort entstanden eine Reihe seiner Werke, auch Wozzeck und Lulu werden dazu gerechnet. Die Wirtshausszene in Wozzeck soll von der Musik auf Kirtagen inspiriert worden sein. Der Alban-Berg-Weg ist nach diesem Komponisten benannt. Auf Initiative des österreichischen Musikforschers Harald Kaufmann (1927–1970) wurde im Juni 1968 im Beisein der Witwe Bergs, Helene Berg, eine Gedenktafel enthüllt.
Der Tenor Hans Lebert lebte ab 1942 einige Jahre in Trahütten. Im September 2022 wurde ihm dort eine kleine Ausstellung der „kunstfrische Trahütten“ gewidmet.
Für das musikalische Unterhaltungsangebot und die musikalische Begleitung bei kirchlichen Festen in Trahütten und Umgebung bestand die Schusterlenzkapelle, deren Anführer Lorenz Koch 1852 in Gressenberg geboren war († 1918). Er lebte als Störschuster, schrieb die Noten und komponierte 1898 auch den Marsch „Über die Brücke“.
Die Bodenkämpfe des Zweiten Weltkrieges berührten Trahütten nicht. Am 25. Februar 1944 stürzte allerdings ein Flugzeug der US-amerikanischen Luftwaffe bei der Mothi-Ebene über Trahütten ab. Die zehn Besatzungsmitglieder fanden dabei den Tod. In Trahütten befand sich ein Gendarmerieposten, der durch seine entlegene Lage nur selten größere Bedeutung hatte. Selbst im Rahmen des Juli-Putsches 1934, der im Bezirk Deutschlandsberg um den 25. Juli 1934 zwölf Tote forderte, meldete der Posten für seinen Rayon nur Beobachtungen an der Rayonsgrenze zu Deutschlandsberg und sonst keinerlei einschlägige Aktivitäten. Wenige Tage vor Ende des Zweiten Weltkrieges ereignete sich allerdings ein Vorfall, bei dem am 15. März 1945 auf dem Weg von Kruckenberg nach Deutschlandsberg ein Gendarm des Postens Trahütten von einem jugoslawischen Partisanen getötet wurde. Das war Anlass für die Verhaftung einer Reihe von Personen, bei denen man Unterstützung der Partisanen vermutete. 18 davon wurden am 10. April 1945 auf der Hebalm erschossen und unterhalb des Blochriegels verscharrt. 1945 bis 1955 war Trahütten Teil der britischen Besatzungszone in Österreich.
Auch nach dem Krieg entwickelte sich der Tourismus weiter, so entstand in Trahütten 1958 der 1. Pendel-Schilift der Weststeiermark, 1961 der 1. Umlauflift. Ein auf Raupenantrieb umgebauter Traktor bildete das erste Pistengerät. 1968 wurden die ersten Schneekanonen betrieben, deren hoher Stromverbrauch führte zu einer Neuentwicklung, die als „Vorrichtung zum Erzeugen künstlichen Schnees“ am 15. Mai 1975 Patentschutz erhielt. Sie war ein Vorläufer der späteren Lanzen-Schneekanonen.
Am 1. Jänner 1969 wurde die bis dahin selbständige Gemeinde Rostock mit der Gemeinde Trahütten zusammengeschlossen. Mit 1. Jänner 1975 wurde Trahütten um Teile der aufgelösten Gemeinde Kruckenberg erweitert.

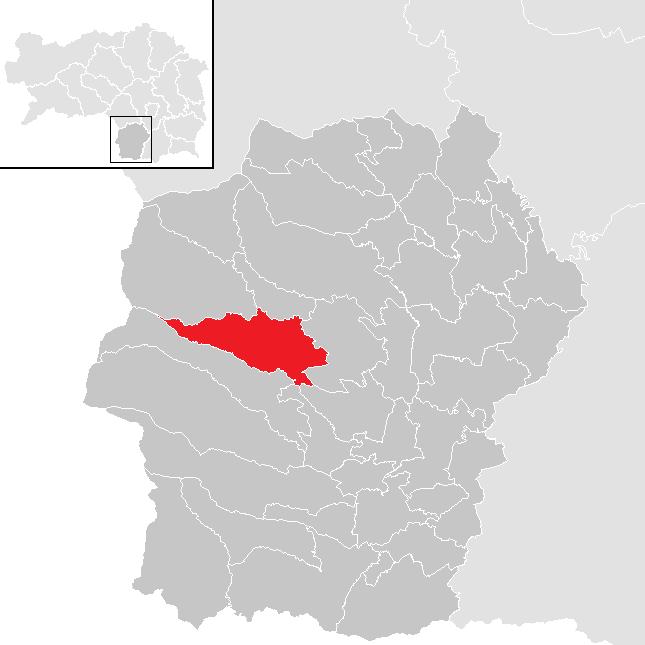
Lage der früheren Gemeinde Trahütten im Bezirk Deutschlandsberg mit den Gemeindegrenzen bis Ende 2014

Am 24. Jänner 1999 ereignete sich auf der steil abschüssigen Straße Richtung Deutschlandsberg eines der schwersten Busunglücke Österreichs: 18 Todesopfer und 25 Schwerverletzte waren zu beklagen, als die Bremsen eines mit Schifahrern von der Weinebene kommenden Autobusses versagten, der Bus von der Straße abkam und vor dem Bauernhof vlg. Schwemmhoisl liegenblieb. An den Unfall erinnert ein Gedenkstein, an dem im November 2022 auch eine zweisprachige Tafel angebracht wurde.
Im Frühjahr 2012 beschloss die Gemeinde Trahütten, eine Zusammenlegung mit der Gemeinde Osterwitz anzustreben und die weiter gehenden Zusammenlegungspläne mit Deutschlandsberg im Rahmen der steirischen Gemeindestrukturreform abzulehnen. Ein entsprechender Antrag auf diese Zusammenlegung wurde von der Steiermärkischen Landesregierung abgelehnt, eine Beschwerde dagegen beim Verfassungsgerichtshof war nicht erfolgreich. Im Rahmen der steiermärkischen Gemeindestrukturreform wurde Trahütten 2015 mit den Gemeinden Deutschlandsberg, Bad Gams, Freiland bei Deutschlandsberg, Kloster und Osterwitz zusammengeschlossen. Grundlage dafür war das Steiermärkische Gemeindestrukturreformgesetz – StGsrG. Erfolglos blieb auch die daran anknüpfende Beschwerde, in der sich die drei Gemeinden Trahütten, Osterwitz und Freiland gegen die Fusion mit Deutschlandsberg aussprachen.

## Kultur und Sehenswürdigkeiten
Siehe auch: Liste der denkmalgeschützten Objekte in Deutschlandsberg
- Pfarrkirche Trahütten

- Ehemaliger Ahornbaum: Der das Ortsbild prägende Ahornbaum am östlichen Ortseingang musste 2010 gefällt werden. In seinen verbleibenden Stamm wurde die Holzskulptur eines Wanderers geschnitzt, die am 4. September 2011 gemeinsam mit dem renovierten Wegkreuz gesegnet wurde.[27]
- Zwei Sommerlinden (Tilia platyphyllos) im Ortszentrum von Trahütten stehen unter Naturschutz. Geschützt ist eine Fläche von  300 m² um den einzelnen Baum. Grundlage des Schutzes als Naturdenkmal im Jahr 2010 ist ein Bescheid der Bezirkshauptmannschaft Deutschlandsberg.[28] Die Winterlinde (Tilia cordata) circa 70 m nördlich des Wohnhauses vlg. Kainz und eine Fläche von 250 m² um den Baum ist ebenfalls Naturdenkmal.[29][30] Ein weiteres Naturdenkmal ist die Felsengruppe „Schwagbauerfelsen“ in Kruckenberg, etwa 200 m westlich der Kapelle beim Parfußwirt.[31] Geschützt ist eine Fläche von 450 m² im Umkreis des Felsens.[32]

- 1000-jährige Linde: Beim Bauernhof vlg. Kogler im Südwesten von Trahütten, im Gebiet von Rostock, steht eine Linde, der ein Alter von 1000 Jahren nachgesagt wird. Dieser Baum wird vom Schriftsteller Max Mell in seiner Erzählung „Paradeisspiel“ mit folgenden Worten beschrieben:[33]

„… Wir in den Städten haben auch nirgends in unseren Anlagen die riesigen alten Bäume, wie sie auf den Bauernhöfen an den Hängen der Koralpe stehn. Herrliche Linde vor dem Haus des Kogler bei Trahütten! In die Höhlung ihres Stammes kann man eintreten, eben wie in eine Kapelle, sechs oder acht Menschen finden leicht Raum in ihr, der Baum ist mächtig und gesund …“

## Politik

### Gemeinderat
Der Gemeinderat von Trahütten bestand zuletzt aus dem Bürgermeister und neun weiteren Mitgliedern. Er setzte sich seit der Gemeinderatswahl 2010 aus Mandataren der folgenden Parteien zusammen:
- 7 ÖVP – stellte den Bürgermeister und den Vizebürgermeister
- 3 SPÖ – stellte den Gemeindekassier

## Persönlichkeiten

### Ehrenbürger
- 1980 Josef Krainer (1930–2016), Landeshauptmann

### Mit der Gemeinde verbundene Persönlichkeiten
- Anna Nahowski (1860–1931), Geliebte von Kaiser Franz Joseph I. von Österreich
- Helene Berg (1885–1976), Ehefrau des Komponisten Alban Berg
- Alban Berg (1885–1935), Komponist

## Historische Landkarten

Das Gebiet von Trahütten in den drei Landesaufnahmen der Zeit von circa 1789 bis 1910
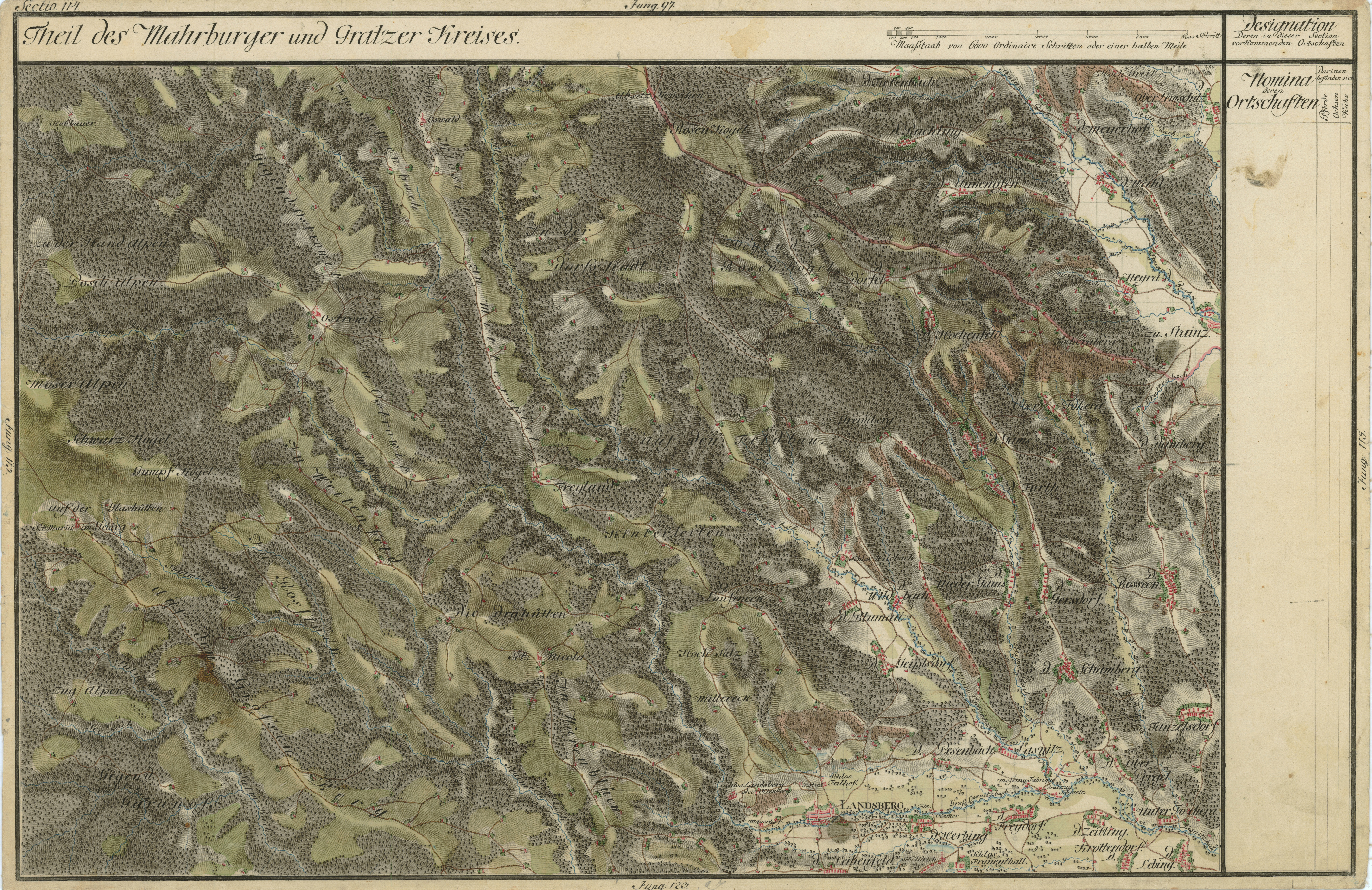
Die Drahütten in der Josephinischen Landesaufnahme, um 1790
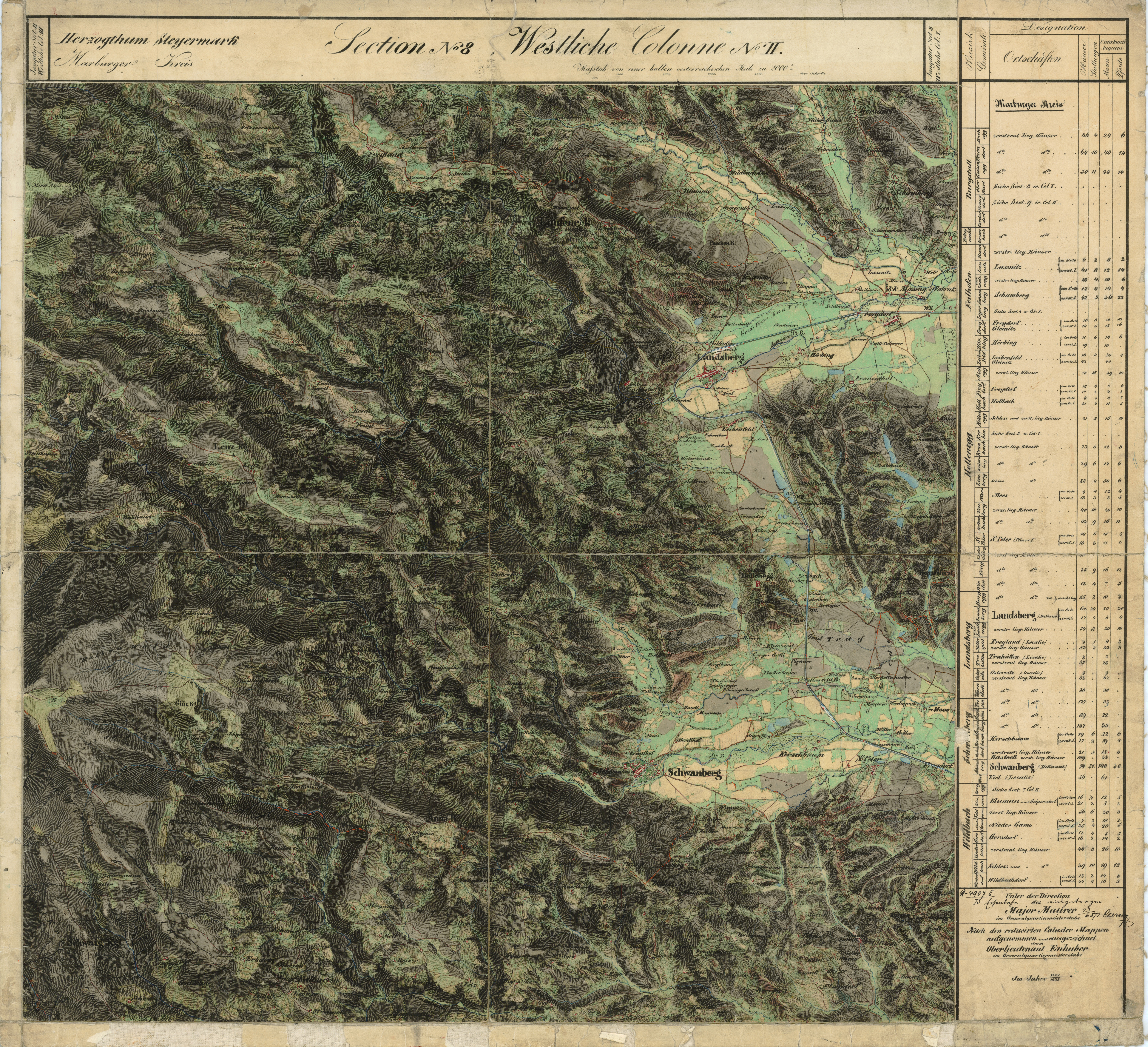
Trahütten in der Franziszeischen Landesaufnahme, um 1835
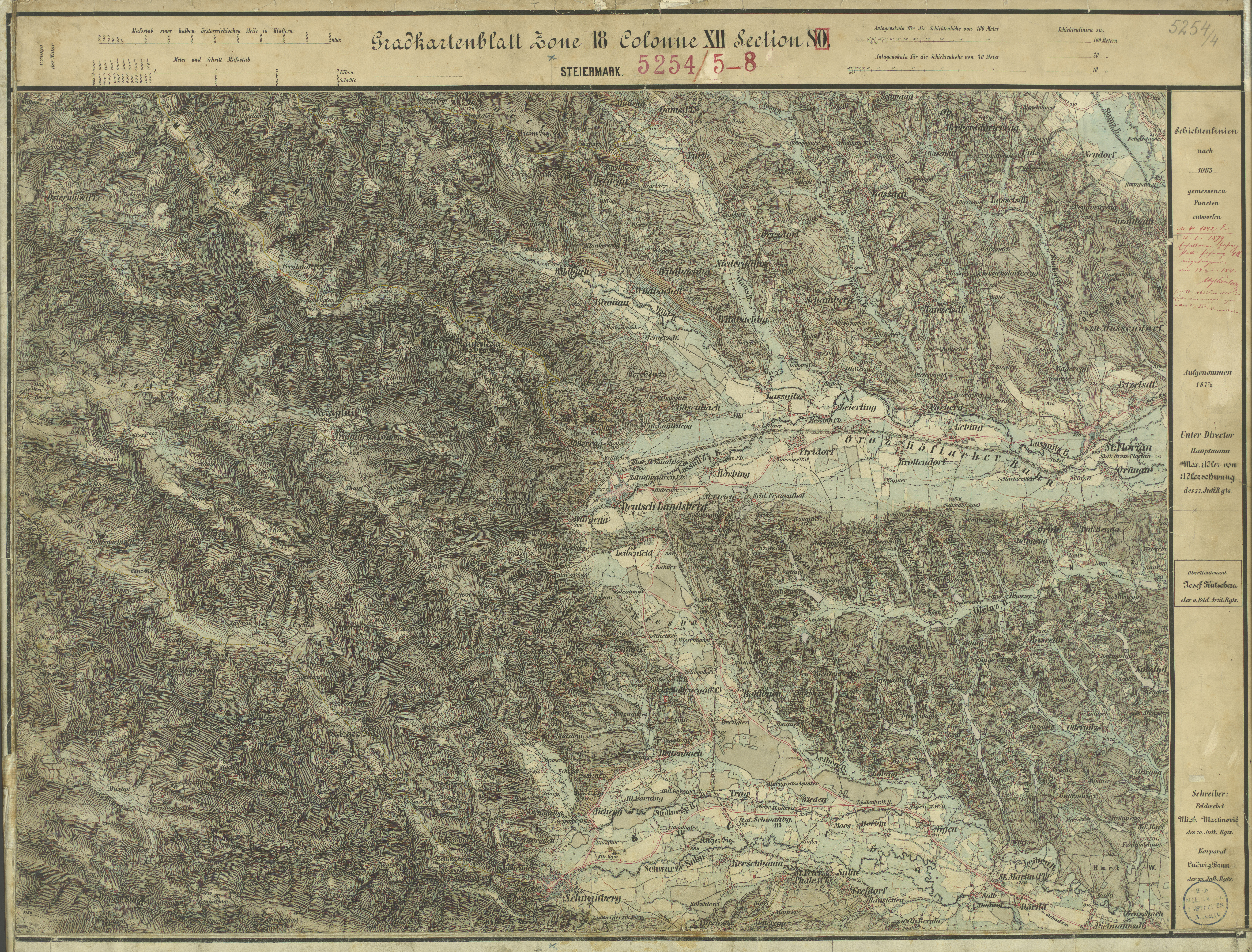
Aufnahmeblatt 1:25.000 der franzisco-josephinischen Landesaufnahme, um 1878
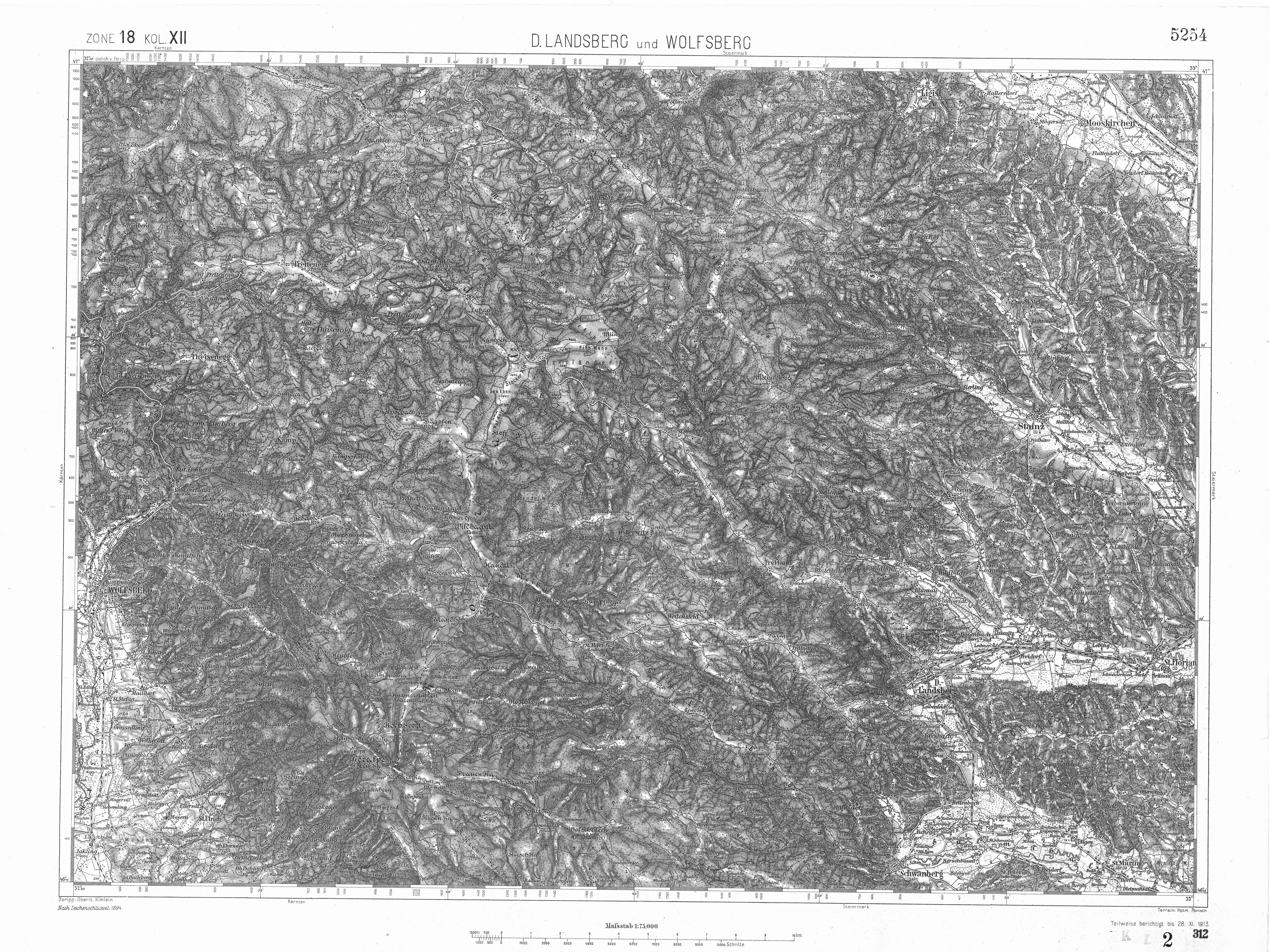
Spezialkarte 1:75.000, ca. 1910